# Усяж (Смолевичский район)
Усяж (бел. У́сяж, Ву́сяж) — посёлок в Смолевичском районе Минской области Беларуси. Административный центр Усяжского сельсовета.

## География
В 8 км на северо-запад от Смолевич и 9 км от железнодорожной станции Смолевичи, 35 км от Минска.

## Этимология
Посёлок расположен в районе небольшой реки Усяжа, от которой вероятно получил название.

## История
Постановлением СНК БССР № 28 от 07.01.1941 и СНК СССР № 277 от 08.02.1941 в 35 км от белорусской столицы началось строительство торфобрикетного завода и электростанции на торфяном урочище «Усяж». К июню 1941 года были возведены фундамент главного корпуса завода и несколько жилых домов. Война остановила строительство завода и жилых домов. В августе 1944 года строительство возобновилось. Первые работники и техника располагались в близлежащих деревнях Емельяново, Шпаковщина, Трубичино. Одновременно велось строительство завода и посёлка.
- 1946 год — проведено осушение первоочередного участка торфодобычи, построены два жилых барака, временное здание заводоуправления, столовая.
- 1947—1949 гг. — ведется строительство торфяных полей. Началась первая добыча торфа. Построены баня и три 18-квартирных дома по ул. Парковая.
- 1950 год — введен в эксплуатацию механический цех и автогараж, ведется строительство жилых домов по улице Первомайская, Советская и Комсомольская.
- 1952 год — 27 июня завод выпустил первые тонны брикетов. В этом же году были построены здания пожарного депо и средней школы. Завершилось строительство нескольких жилых домов.
- 1953 год — открылась больница и магазины. Построен детский сад.
- 1954 год — добыча торфа и выпуск брикетов увеличилась в несколько раз. Построен и сдан в эксплуатацию Дом культуры и заводоуправления.
- 1966—1968 гг. — начало интенсивного строительства посёлка. Завершено строительство жилых домов по улице Первомайская и улицы Советская. Был построен и пущен в эксплуатацию завод силикатных изделий. Шла подготовка к строительству жилых домов по улице Промышленная. Так постепенно рос поселок, приезжали со всех уголков страны люди, продолжалось строительство и озеленение улиц. В последующие годы было завершено строительство жилых домов по улице Парковой и ее благоустройство. Планировалось строительство домов по ул. Первомайская и ул. Промышленная.
- 1980 годы — планировалось строительство индивидуальных домов по ул. Парковая и положено начало строительству переулка Школьного.
- 1990—2000 годы — завершено строительство жилых домов пер. Школьного. Сооружен и сдан в эксплуатацию физкультурно-оздоровительный комплекс.

Ведется строительство индивидуальных домов по ул. Зеленая. Завершено строительство 8 улиц и переулков: Парковая, Советская, Комсомольская, Первомайская, Садовая, Зеленая, Промышленная; пер.: Школьный, Заводской.
В 2008 году административный центр Усяжского сельсовета перенесён из посёлка Усяж в агрогородок Курково.
27 октября 2013 года административный центр Усяжского сельсовета перенесён из агрогородка Курково в посёлок Усяж.

## Население

### Численность
- 2021 год — 3 300 жителей

### Динамика
- 1959 год — 1 017 жителей
- 1999 год — 1 615 жителей, 630 хозяйств (перепись населения)
- 2002 год — 1 550 жителей, 602 дворов
- 2009 год — 1 504 жителей (перепись населения)[5]
- 2013 год — 1 613 жителей, 616 дворов
- 2021 год — 3 300 жителей

## Инфраструктура
- КУП «ЖКХ отделения п. Усяж»
- «Белтопгазкомплект»
- Врачебная амбулатория
- Отделение «Беларусбанка»
- Детский сад
- Средняя школа
- Лесничество

### Торговля и услуги
Кафе, столовая, магазин «На горе», магазин «Спутник», магазин продуктовый, магазин «Белтопгазкомплект», магазин «Промтоварный», магазин «Мясо-молоко», магазин «Весна», магазин «Зеленый», магазин «Универсам», минимаркет «Доброном», столовая, центр бытового обслуживания, баня-сауна, парикмахерская, салон-парикмахерская, аптека. Работает выездная торговля.

## Экономика
ОАО «Торфо-брикетный завод Усяж», РУП «Завод силикатных изделий», ЗУПВП «Завод теплообменного оборудования», предприятие «Амкодор-Усяж» — управляющая компания холдинга, ОАО «Парадхимстрой».

### Промышленность
Промышленность посёлка представлена предприятиями по изготовлению топливных брикетов на основе торфа, по изготовлению колес для карьерных самосвалов большой и особенно большой грузоподъемности, по производству медно-латунных радиаторов для охлаждения воды, масла и воздуха в различных системах двигателей мощностью от 200 кВт до 5000 кВт, так же предприятие по выпуску специальных машин высокого технического уровня.

## Спорт
- Физкультурно-оздоровительный комплекс

## Культура
- Дом культуры
- Библиотека
- Музей ГУО "Усяжская средняя школа"

## Достопримечательность
- Парк отдыха
- Братская могила советских воинов и партизан. Установлен монумент в 1963 году.
- Приход храма Введения в храм Пресвятой Богородицы

## Галерея
- Дом культуры
- Администрация ОАО «ТБЗ Усяж»
- Кафе-бар
- Физкультурно-оздоровительный комплекс
- Воинский мемориал
- Детский сад